# Grote Prijs Jef Scherens 2019
Il Grote Prijs Jef Scherens 2019, cinquantatreesima edizione della corsa, valido come evento dell'UCI Europe Tour 2019 categoria 1.1, si è svolto il 1º settembre 2019 su un percorso di 185,7 km, con partemza ed arrivo a Lovanio, in Belgio. È stato vinto dall'italiano Niccolò Bonifazio, che è giunto al traguardo in 4h 16' 50" alla media di 43,382 km/h, precedendo il francese Hugo Hofstetter e il belga Timothy Dupont, piazzatosi terzo.
Dei 156 ciclisti alla partenza sono stati 111 a portare a termine la competizione.

## Squadre partecipanti
| N.      | Cod. | Squadra                     |
| ------- | ---- | --------------------------- |
| 1-6     | COF  | Cofidis                     |
| 11-17   | COC  | Corendon-Circus             |
| 21-27   | HBA  | Hagens Berman-Axeon         |
| 31-37   | ICA  | Israel Cycling Academy      |
| 42-47   | RIW  | Riwal Readynez Cycling Team |
| 51-57   | ROC  | Roompot-Charles             |
| 61-67   | SVB  | Sport Vlaanderen-Baloise    |
| 71-77   | TDE  | Total Direct Énergie        |
| 81-87   | VCB  | Vital Concept-B&B Hotels    |
| 91-97   | WVA  | Wallonie Bruxelles          |
| 101-107 | WGG  | Wanty-Gobert Cycling Team   |
| 111-117 | BRT  | BEAT Cycling Club           |

| N.      | Cod. | Squadra                 |
| ------- | ---- | ----------------------- |
| 121-127 | DSU  | Development Team Sunweb |
| 131-136 | IAM  | IAM Excelsior           |
| 141-147 | TIS  | Tarteletto-Isorex       |
| 151-157 | CIB  | Cibel                   |
| 161-167 | TCO  | Team Coop               |
| 171-177 | CCD  | Differdange-GeBa        |
| 181-187 | EVO  | Evopro Racing           |
| 191-197 | TCQ  | ColoQuick               |
| 201-207 | LPC  | Leopard Pro Cycling     |
| 211-217 | WIB  | Wibatech Merx 7R        |
| 221-227 | MTA  | Monkey Town-à Block CT  |

## Ordine d'arrivo (Top 10)
| Pos. | Corridore           | Squadra       | Tempo    |
| ---- | ------------------- | ------------- | -------- |
| 1    | Niccolò Bonifazio   | Total         | 4h16'50" |
| 2    | Hugo Hofstetter     | Cofidis       | s.t.     |
| 3    | Timothy Dupont      | Wanty         | s.t.     |
| 4    | Christophe Noppe    | Sport Vlader. | s.t.     |
| 5    | Gianni Vermeersch   | Corendon      | s.t.     |
| 6    | Amaury Capiot       | Sport Vlader. | s.t.     |
| 7    | Sjoerd van Ginneken | Roompot       | s.t.     |
| 8    | Tom Van Asbroeck    | Israel        | s.t.     |
| 9    | André Carvalho      | Hagens        | s.t.     |
| 10   | Piotr Havik         | Beat          | s.t.     |